# Tom Schuster

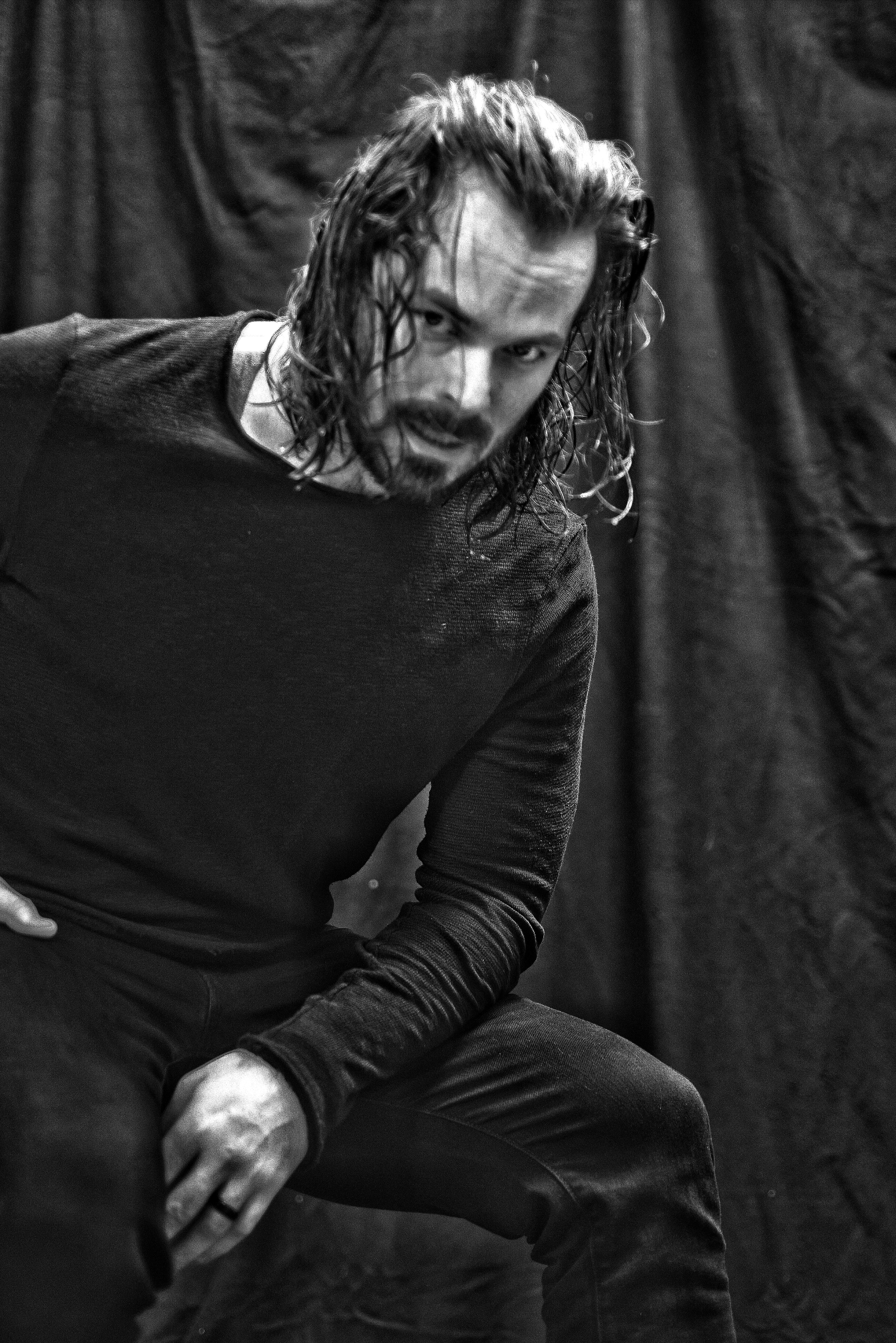
Tom Schuster (2021)

Tom Schuster (* 12. April 1980 in Passau) ist ein deutscher Schauspieler, Tänzer, Musicaldarsteller und Kampfkunstlehrer.

## Leben
Im Alter von 15 Jahren begann er mit dem Wing Chun Training. Die nächsten Jahre trainierte er außerdem Escrima, Krav Maga, Ninjutsu und Aikido.
1999 begann er eine Ausbildung an der „Iwanson – International School of Contemporary Dance“ in München als Tänzer. Ab 2003 war er in verschiedenen Tanztheatern, Musicals, Kurzfilmen und Fernsehserien engagiert. Im Anschluss nahm er zusätzlich Schauspiel-, Gesangs- und Sprechunterricht unter anderem bei Karsten Welte, Robert Hoyem und Wolfgang Schatz. Er war zunächst in verschiedenen Tanztheatern, Schauspielstücken und kleineren Film- und Fernsehproduktionen engagiert und übernahm als Synchronsprecher kleinere Rollen für TV- und Filmproduktionen.
2003 begann er in Musicals zu spielen und erhielt Hauptrollen in Little Shop of Horrors, West Side Story, Linie 1 und The Rocky Horror Show. Danach kamen weitere Engagements für verschiedene Fernsehproduktionen hinzu. Als Teil der Kunstinstallation „Strings Of Light“ von Noritoshi Hirakawa im BMW Pavillon München kam er zum ersten Mal mit Butoh in Verbindung. Die nächsten Jahre hatte er daraufhin im „Nektar München“ seine eigene Butoh Performance.
Zu dieser Zeit führte seine schon länger diagnostizierte Autoimmunerkrankung Morbus Bechterew dazu, dass er eine Karriere als zeitgenössischer Tänzer aufgeben musste.
2004 konzentrierte er sich wieder auf Kampfsport und wurde Krav Maga Ausbilder. 2015 eröffnete er in München seine eigene Kampfkunstschule. Als Wing Chun und Escrima Lehrer unterrichtete er in der Kampfkunst-Akademie München und übernahm dort für zwei Jahre die Schulleitung.
2005 spielte Schuster in Lost Highway Show unter der Regie von Mike Baran, eine Theateradaption von David Lynchs Kultfilm Lost Highway im „Münchner Metropol Theater“.
2010 gründete er gemeinsam mit dem Regisseur Mike Baran und anderen die Filmproduktion „Mamas Secrets“, einem Teil von „Don't tell Mama e.V.“, einem gemeinnützigen Verein zur Kunst und Kulturförderung in München. Innerhalb dieser Filmproduktion entstanden Kurzfilme wie “A Munich Nightmare”, der direkt nach Fertigstellung auf dem Münchner Kurzfilmfestival „Bunter Hund“ angenommen wurde. In den nächsten Jahren folgten die Kurzfilme “Reinkarnation”, “Sondervorstellung” und “Nice Suicide”.
2015 übernahm er die Hauptrolle in dem Independent-Film Holy Spirit. Die Weltpremiere dieses Films fand 2018 in Los Angeles auf dem „North Hollywood CineFest“ statt. Der Film und der Hauptdarsteller erhielten mehrere internationale Auszeichnungen. Tom Schuster wurde zusammen mit Mike Baran für “Best Original Idea” bei den Top Indie Film Awards nominiert. Innerhalb der folgenden zwei Jahre wurde der Film mit 61 Internationalen Filmpreisen ausgezeichnet; unter anderem bekam Tom Schuster den „Diamond Award als bester Hauptdarsteller“ auf dem European Independent Festival und eine Auszeichnung als „Best Lead Actor“ auf dem "Five Continents International Festival.

## Auszeichnungen
Vegas Movie Award 2022
- Best Ensemble

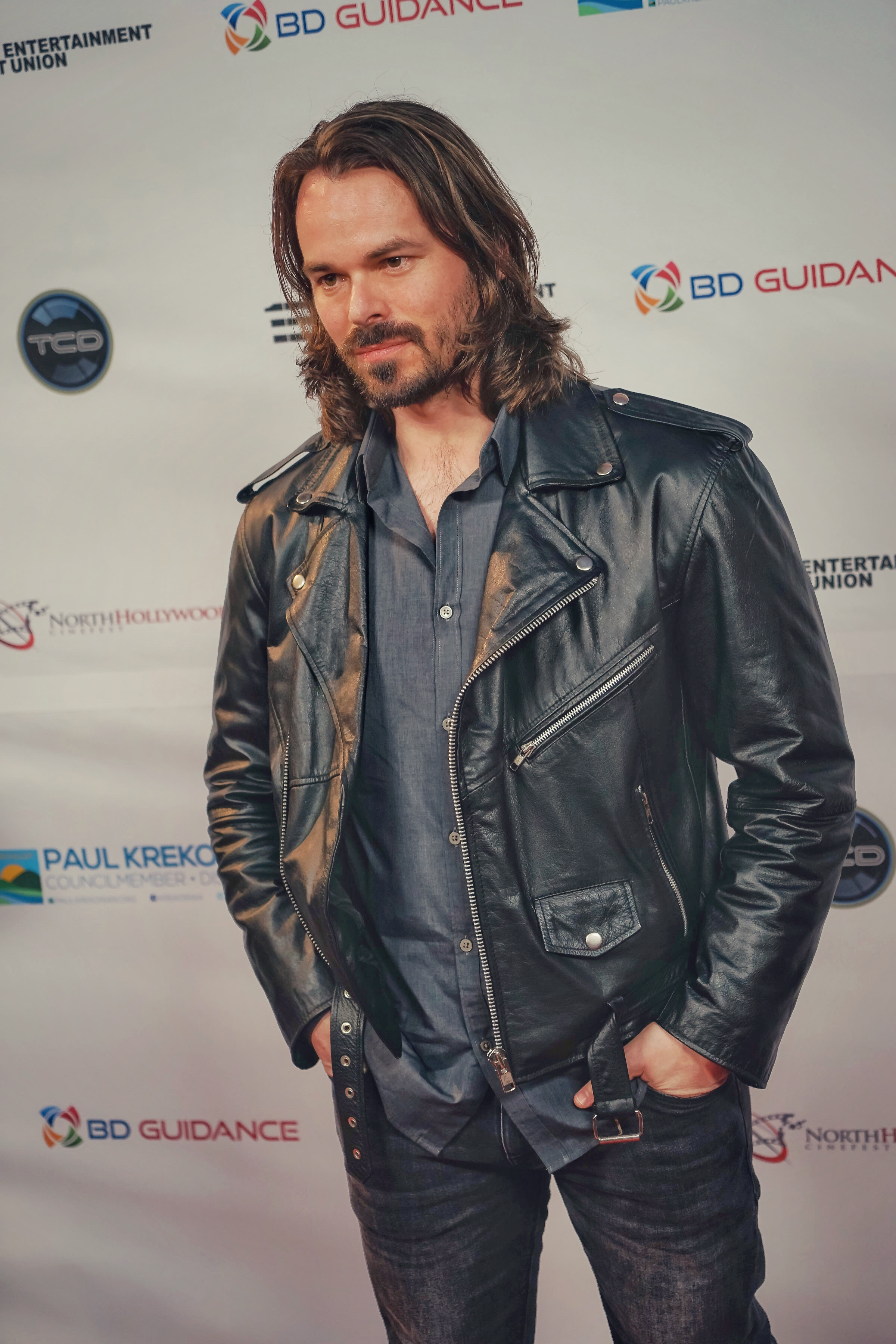
Tom Schuster auf dem NoHo Cinefest, Los Angeles 2018, Innis Casey Photography

Five Continents International Film Festival 2022
- Special Mention Cinematography Short Film – Award of recognition

Festigious International Film Festival 2019
- Auszeichnung als Bester Hauptdarsteller

Latitude Film Awards 2018/2019
- „Silver Award“ als Bester Hauptdarsteller

European Independent Film Award 2018
- „Diamond Award“ als Bester Hauptdarsteller

Five Continents International Film Festival 2018
- Auszeichnung als Bester Hauptdarsteller

## Filmografie
- 2011: A Munich Nightmare – Kurzfilm
- 2012: Reinkarnation – Kurzfilm
- 2013: Final Curtain – Kurzfilm
- 2015: Nice Suicide – Kurzfilm
- 2018: Holy Spirit – Kinofilm